# Australian Fisheries Management Authority
La Australian Fisheries Management Authority (AFMA), en français : Autorité australienne de gestion des pêches, est l’agence gouvernementale australienne responsable de la gestion et de l’utilisation durable des ressources halieutiques, y compris la lutte contre les activités de pêche illégale dans la zone de pêche australienne, qui couvre 8148250 kilomètres carrés (elle est la troisième plus grande au monde) et dans la majeure partie de la zone économique exclusive de l’Australie. Celle-ci s’étend jusqu’à 200 milles marins (370 km) des côtes de l’Australie et de ses territoires extérieurs, sauf lorsqu’un accord de délimitation maritime existe avec un autre État,. L’AFMA est une agence du ministère de l'Agriculture, de la pêche et des forêts australien. L’Autorité n’a pas d’identité juridique distincte de celle du Commonwealth.

## Histoire
La zone de pêche australienne (AFZ) a été déclarée pour la première fois en 1979 et couvre les eaux australiennes, généralement de 3 à 200 milles marins des côtes australiennes. Jusqu’à la limite de 3 milles marins se trouvent les eaux territoriales et les pêcheries sont gérées par les différents États de l’Australie.
L’Australian Fisheries Management Authority a été créée en février 1992. Ses activités sont régies par l’Australian Fisheries Administration Act 1991 (Cth) et la Fisheries Management Act 1991 (Cth).
Le 1er août 1994, l’Australie a déclaré une zone économique exclusive (ZEE) qui s’étend jusqu’à 200 milles marins de ses côtes. Jusqu’à la limite de 12 milles marins se trouvent les eaux territoriales de l’Australie.

## Responsabilités

Les zones maritimes en droit international

L’AFMA gère les pêcheries du Commonwealth qui se trouvent à l’intérieur de la zone de pêche australienne (AFZ) de 200 milles marins (370 km), en haute mer et, dans certains cas et en accord avec d’autres États australiens jusqu’à la laisse de basse mer.
L’agence est également chargée de lutter contre la pêche illégale dans la zone économique exclusive de l’Australie, y compris les eaux entre l’Australie et l’Indonésie, ainsi que dans l’océan Austral et les territoires australiens des îles Ashmore-et-Cartier et des îles Heard-et-MacDonald. Cette activité est menée avec l’aide de l’Australian Border Force et de la Royal Australian Navy.

## Structure
L’AFMA fonctionne sous la direction d’une Commission et d’un Directeur Général, qui est également Commissaire.
La Commission est responsable de la gestion des pêches nationales, tandis que le directeur général est responsable de la conformité des pêches par des navires étrangers, sous la direction du gouvernement australien.
Tous les commissaires, à l’exception du directeur général, sont nommés à temps partiel et rémunérés. La présidente actuelle de la Commission est Helen Kroger. Elle a occupé des postes de direction dans les secteurs privé, public et sans but lucratif au cours des 20 dernières années. Elle a été sénatrice libérale de Victoria, whip du gouvernement et membre active de nombreux comités sénatoriaux et mixtes. Elle possède une vaste expérience des conseils d’administration et conseille des entreprises sur des questions de réglementation et de conformité, de gouvernance, de communications et de gestion des parties prenantes.

## Agents d’application de la loi
En vertu de la loi sur la gestion des pêches, l’AFMA emploie des agents pour effectuer des tâches d’application de la loi. Ces agents peuvent travailler, soit indépendamment, soit en étroite collaboration avec le Maritime Border Command, la Royal Australian Navy et les agents de l’Australian Border Force, pour faire respecter les lois sur la pêche. Les agents de l’AFMA sont habilités à procéder à des arrestations pour des infractions à la pêche et à certaines autres lois du Commonwealth. Ils peuvent effectuer des fouilles dans certaines circonstances et sont autorisés à porter un gilet pare-balles, une matraque télescopique, des menottes et d’autres équipements défensifs.
Les agents de l’AFMA peuvent mener des enquêtes et peuvent demander et exécuter des mandats en relation avec les lois sur la pêche.